# Конвей (Массачусетс)
Конвей (англ. Conway) — місто (англ. town) в США, в окрузі Франклін штату Массачусетс. Населення — 1761 особа (2020).

## Демографія
Згідно з переписом 2010 року, у місті мешкало 1897 осіб у 770 домогосподарствах у складі 532 родин. Було 830 помешкань
Расовий склад населення:
| - 96,6 % — білих - 0,6 % — азіатів - 0,4 % — корінних американців - 0,2 % — чорних або афроамериканців - 0,1 % — вихідців з тихоокеанських островів |

До двох чи більше рас належало 2,1 %. Частка іспаномовних становила 1,5 % від усіх жителів.
За віковим діапазоном населення розподілялося таким чином: 21,6 % — особи молодші 18 років, 65,5 % — особи у віці 18—64 років, 12,9 % — особи у віці 65 років та старші. Медіана віку мешканця становила 46,3 року. На 100 осіб жіночої статі у місті припадало 95,0 чоловіків;  на 100 жінок у віці від 18 років та старших — 93,1 чоловіків також старших 18 років.
Середній дохід на одне домашнє господарство  становив 125 280 доларів США (медіана — 100 398), а середній дохід на одну сім'ю — 156 026 доларів (медіана — 128 393). Медіана доходів становила 71 597 доларів для чоловіків та 50 893 долари для жінок. За межею бідності перебувало 2,3 % осіб, у тому числі 0,9 % дітей у віці до 18 років та 1,9 % осіб у віці 65 років та старших.
Цивільне працевлаштоване населення становило 1067 осіб. Основні галузі зайнятості: освіта, охорона здоров'я та соціальна допомога — 37,7 %, науковці, спеціалісти, менеджери — 12,3 %, виробництво — 8,8 %, мистецтво, розваги та відпочинок — 6,4 %.